# Antonio de la Peña y Reyes
Antonio de la Peña y Reyes (Ciudad de México, 30 de mayo de 1870 - ibídem, 24 de junio de 1928) fue un abogado, periodista, escritor, investigador y académico mexicano.

## Biografía
Estudió Derecho y obtuvo el título de abogado. Ejerció su profesión al servicio de la Secretaría de Relaciones Exteriores y de forma paralela colaboró como articulista para varios periódicos y publicaciones, entre ellos El Liceo Mexicano. 
Poco después de los acontecimientos de la Decena Trágica de 1913 que llevarían a la presidencia a Victoriano Huerta, el secretario de Relaciones Exteriores Francisco León de la Barra designó a Antonio de la Peña como oficial mayor. Debido a la agitación política de esa época, fungió durante dos días como encargado de despacho de la propia Secretaría. Por este motivo, cuando cayó el régimen huertista, Antonio de la Peña debió exiliarse a Cuba por cinco años. Durante su estancia en este país, colaboró para varios periódicos.
Hacia finales de 1919 regresó a México, el 20 de marzo de 1920, fue nombrado miembro correspondiente de la Academia Mexicana de la Lengua. Impartió clases en la Universidad Nacional de México. En 1923 se reintegró a trabajar en la Secretaría de Relaciones Exteriores, colaboró para Genaro Estrada, quien era oficial mayor de la misma. Durante esta época investigó, compiló, y realizó trabajos de paleografía y transcripción de documentos para conformar la primera serie de dieciocho volúmenes del Archivo Histórico Diplomático Mexicano que dirigió el propio Genaro Estrada. El 21 de marzo de 1927, fue elegido miembro de número para ocupar la silla VII de la Academia Mexicana de la Lengua, sin embargo, no llegó a tomar posesión de su puesto, pues murió el 24 de junio de 1928.

## Obras publicadas
- Algunos poetas. Ensayos de crítica, 1889.
- Artículos y discursos, 1903.
- La diplomacia mexicana: pequeña revista histórica, 1923.
- León XII y los países hispanoamericanos, 1924.
- Cartilla popular de orotografía, 1926.
- El Congreso de Panamá y algunos otros proyectos de unión hispanoamericana, 1926.
- "Prólogo" de Comentarios de Francisco Zarco sobre la intervención francesa (1861-1863), 1929.
- Notas de don Juan Antonio de la Fuente, ministro de México cerca de Napoleón III
- Lucas Alamán: el reconocimiento de nuestra independencia por España y la unión de los países hispanoamericanos